# Ophiusa waterloti
Ophiusa waterloti är en fjärilsart som beskrevs av Pierre E.L. Viette 1982. Ophiusa waterloti ingår i släktet Ophiusa och familjen nattflyn. Inga underarter finns listade i Catalogue of Life.